# 上埠镇
上埠镇，是中华人民共和国江西省萍乡市芦溪县下辖的一个乡镇级行政单位。总人口38000人。

## 行政区划
上埠镇下辖以下地区：
解放路社区、南溪社区、河口社区、东方红社区、板埠社区、鸭塘村、江下村、上埠村、茶园村、许家坊村、涣山村、中埠村、坪里村、九洲村、山口岩村、茅布岭村、龙王桥村和下源村。